# Gratis onderwijs
Gratis onderwijs verwijst naar onderwijs dat wordt gefinancierd via belastingen, of liefdadigheidsorganisaties in plaats van door collegegeld. De lagere school, middenschool en verder onder de leerplicht vallend onderwijs is gratis in veel landen.

## Geschiedenis
Gratis onderwijs is reeds lang bekend met "gesponsord onderwijs". Dit roept nu het beeld op van reclamecampagnes, maar in het verleden, vooral tijdens de Renaissance, was het de gewoonte onder de rijke hoogwaardigheidsbekleders om de opvoeding van een jonge man als zijn beschermheer te sponsoren. In de late 18e eeuw was Thomas Paine een van de eerste voorstanders van universeel, gratis openbaar onderwijs, dit werd in die tijd als een radicaal idee  beschouwd. In de Verenigde Staten werd in de late 19e eeuw door de overheid de leerplicht geïntroduceerd als gratis onderwijs  met uitbreiding door het hele land in 1920.

## Landen met gratis post-secundair onderwijs
- Algerije
- Argentinië
- Brazilië
- Cuba
- Denemarken
- Duitsland
- Estland
- Finland
- Griekenland
- Hongarije
- Malta
- Mauritius
- Marokko
- Noorwegen
- Schotland
- Sri Lanka
- Suriname
- Zweden
- Trinidad en Tobago
- Barbados
- Kenia
- Peru